# Polysyncraton linere
Polysyncraton linere är en sjöpungsart som beskrevs av Kott 2004. Polysyncraton linere ingår i släktet Polysyncraton och familjen Didemnidae. Inga underarter finns listade i Catalogue of Life.